# Gleinstätten
Gleinstätten osztrák mezőváros Stájerország Leibnitzi járásában. 2017 januárjában 2863 lakosa volt. 

## Elhelyezkedése

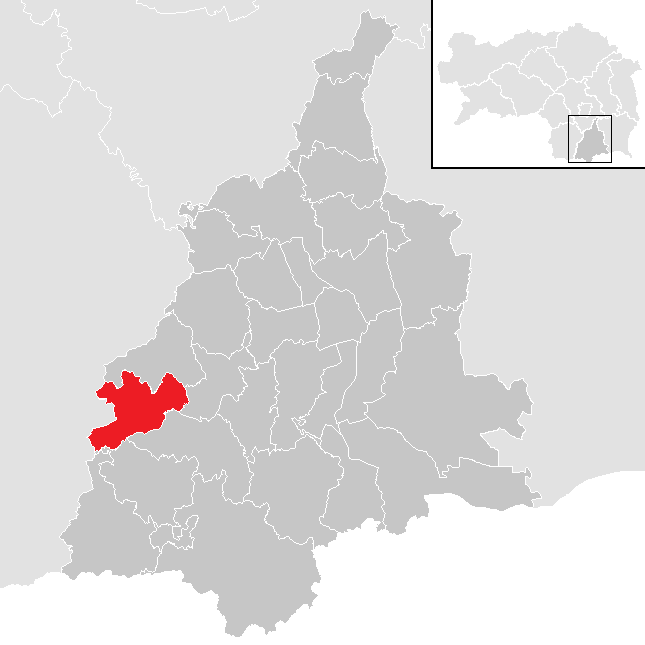
Gleinstätten a Leibnitzi járásban

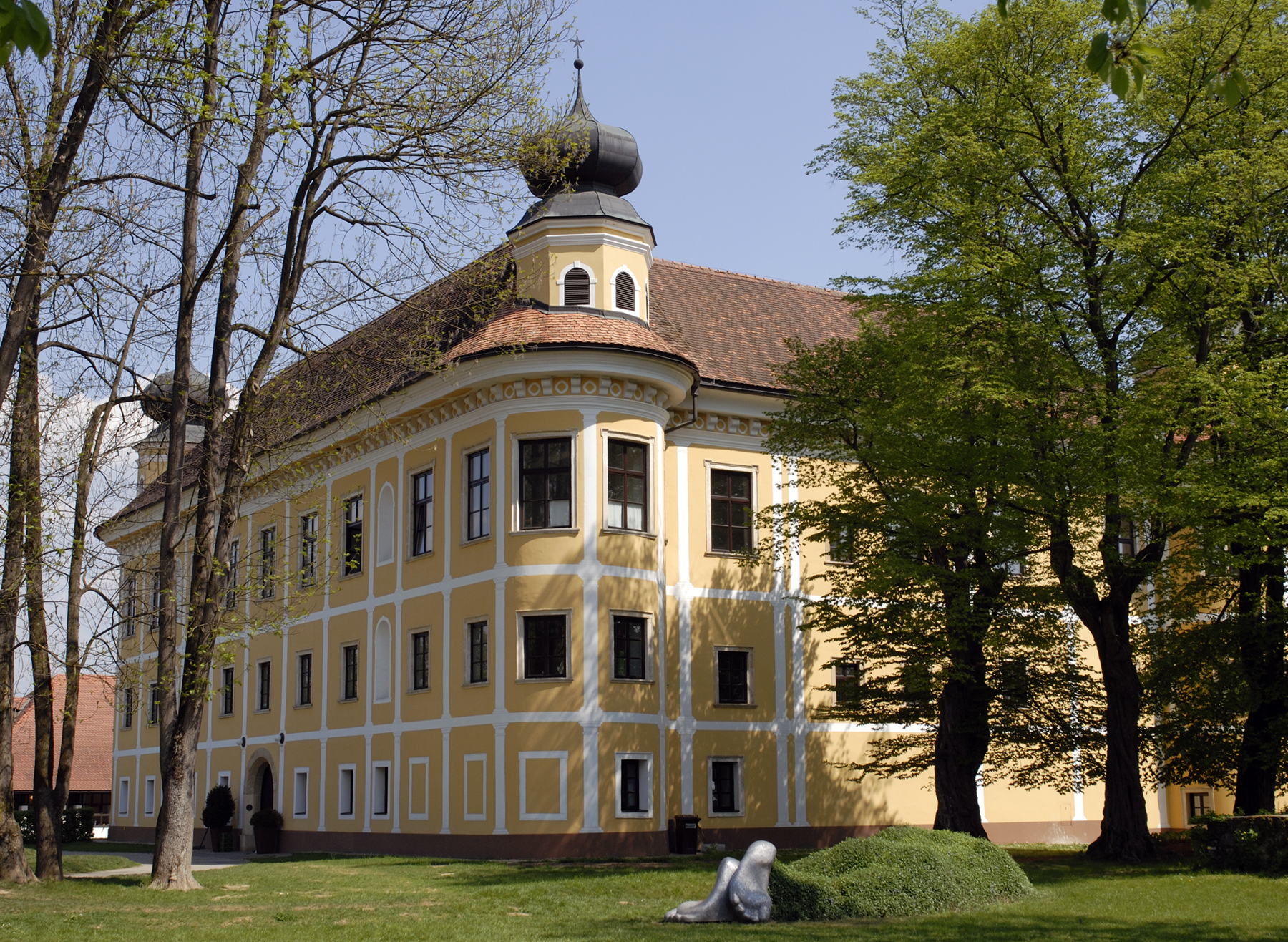
A gleinstätteni kastély

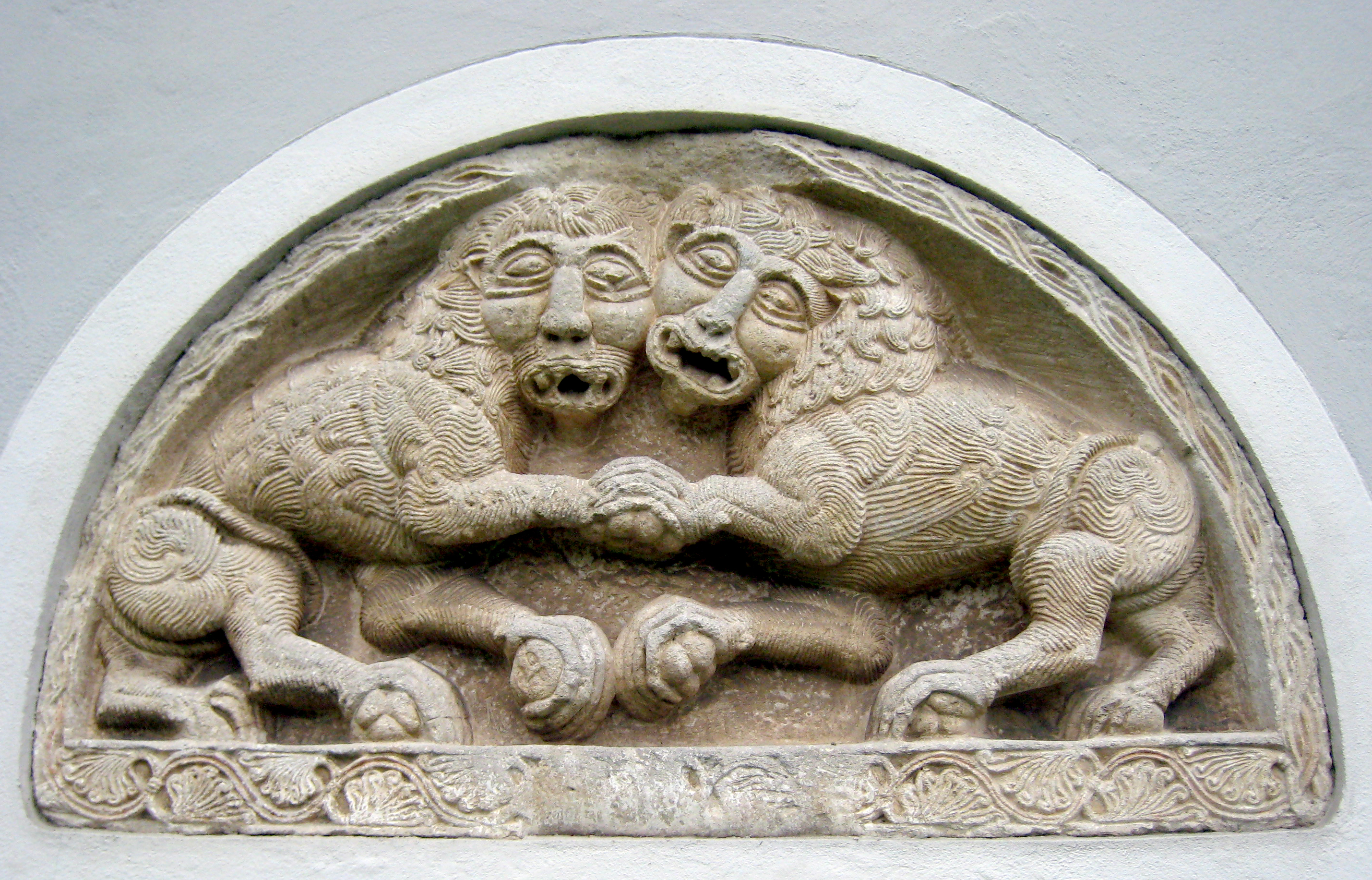
Román stílusú oroszlános dombormű a Szt. Mihály-templomban

Gleinstätten a tartomány déli részén fekszik, a Nyugat-Stájerország régióban, a Fekete- és Fehér-Sulm (a Mura mellékfolyója) összefolyásától északkeletre. Az önkormányzat 7 falut fog össze (valamennyit a saját katasztrális községében): Dornach (88 lakos), Gleinstätten (1012), Haslach (255), Maierhof (263), Pistorf (610), Prarath (171), Sausal (432).
A környező települések: északra Sankt Andrä-Höch, keletre Kitzeck im Sausal, délkeletre Großklein, délre Sankt Johann im Saggautal és Oberhaag, nyugatra Sankt Martin im Sulmtal.

## Története
Gleinstättent eredetileg Micheldorfnak hívták. Egy 1245-ös oklevélben említés történik egy bizonyos Konrad Micheldorfer erődítményéről. A salzburgi nemesi lista szerint 1285 és 1607 között a von Gleinzok kezében volt a település, amely ekkorra már nevet változtatott. 1728-ban a Khönberg grófok szerezték meg az uradalmat és 1885-ig meg is tartották - legalábbis a kastélyt, mert a lakosság 1848-ban felszabadult a hűbéri kötöttségek alól. A helyi önkormányzat 1850-ben alakult meg.
Amikor a Német Birodalom 1938-ban annektálta Ausztriát, Gleinstätten a Stájer reichsgauba került. A második világháború után a brit megszállási zónához tartozott.
A 2015-ös stájerországi közigazgatási reform során Pistorf községet Gleinstättenhez csatolták.

## Lakosság
A gleinstätteni önkormányzat területén 2017 januárjában 2863 fő élt. A lakosság 1961 és 2001 között lendületesen növekedett és elérte a 2915 főt; azóta fokozatosan csökken. 2014-ben a helybeliek 96,8%-a volt osztrák állampolgár; a külföldiek közül 0,8% a régi (2004 előtti), 1% az új EU-tagállamokból, 1,4% pedig a volt Jugoszláviából (Szlovénia és Horvátország kivételével) és Törökországból érkezett. A munkanélküliség 2,5%-os volt.  

## Látnivalók

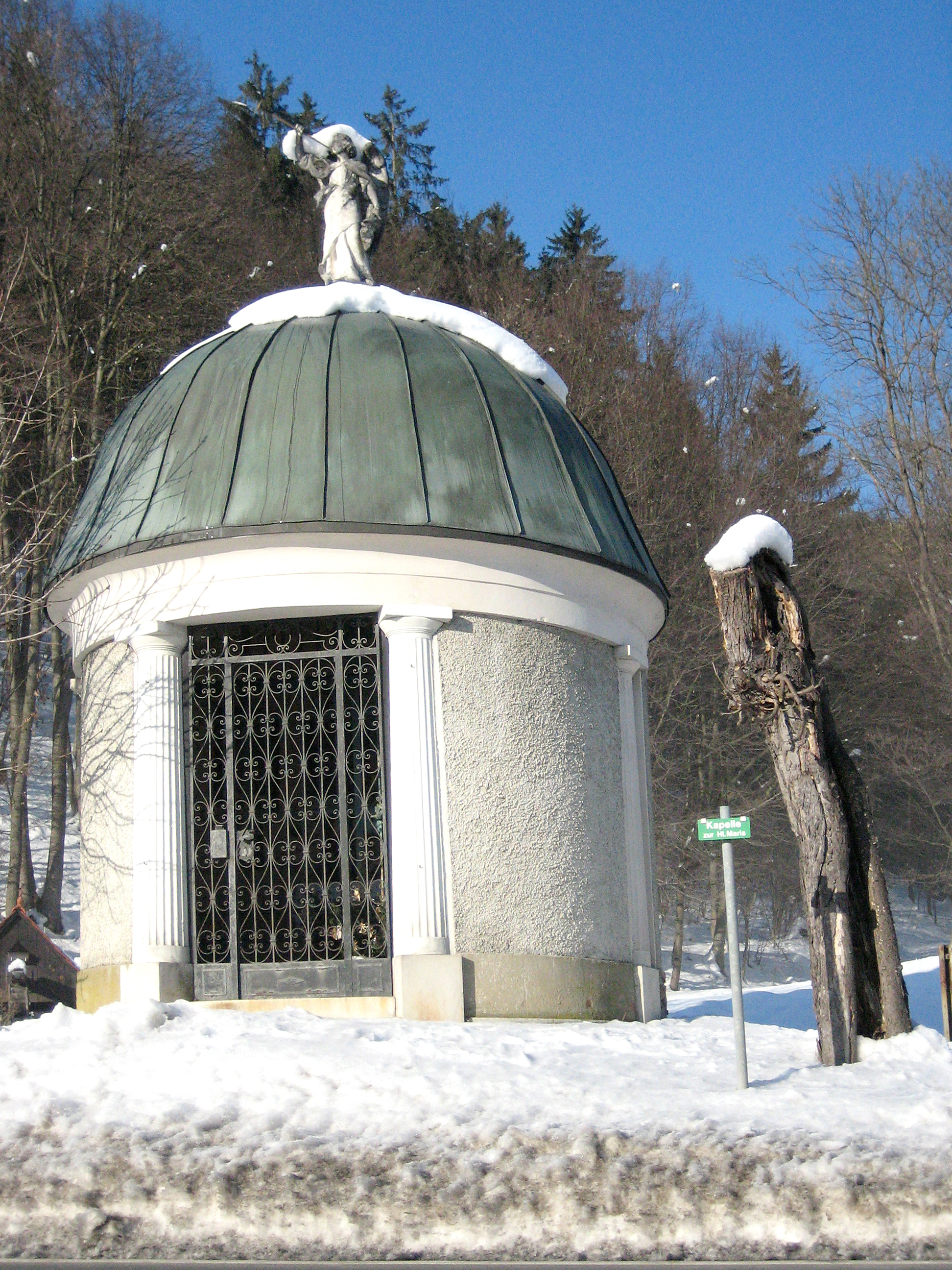
A kerek kápolna

- a gleinstätteni kastély a 16-17. században épült. Mai formájában 1666-ban készült, miután egy tűzvész miatt reneszánsz stílusban átépítették. A földszinten található egy 1556-os dátumú oszlop. A kastélyban ma koncerteket és más kulturális eseményeket tartanak. A kastély mögött tanösvény indul.
- Gleinstätten Szt. Mihály-plébániatemplomát már 1381-ben említik. 1692-ben átépítették. Tornya 1757-ből származik. Barokk főoltárát a kastély kápolnájából költöztették át. Északi falán verekedő oroszlánokat ábrázoló, román stílusú dombormű látható, feltehetően még az első templomból maradt meg.
- a pistorfi Anna-kápolna.
- a sausali kerek Schwarzl-kápolna a 19. század közepén épült.
- a sausali Terézia-villa (Theresienschlössl)
- a sausali neoklasszicista Terézia-kápolna

A város futballcsapata az SV Union Tondach Gleinstätten az ötödosztályban játszik.

## Fordítás
- Ez a szócikk részben vagy egészben  a   Gleinstätten című német Wikipédia-szócikk ezen változatának fordításán alapul.  Az eredeti cikk szerkesztőit annak laptörténete sorolja fel. Ez a jelzés csupán a megfogalmazás eredetét és a szerzői jogokat jelzi, nem szolgál a cikkben szereplő információk forrásmegjelöléseként.